# 飯塚恭平
飯塚 恭平（いいづか きょうへい、1988年4月22日 - ）は、日本の元子役。
埼玉県出身。

## 来歴・人物
- 子役時代は劇団東俳[1]に所属していた。
- 1997年当時、特技はサッカー, 英語, エレクトーン[1]。
- 芸能界引退後、2012年に茶寮伊勢・藤次郎に入社し、2018年からは同店の店長を務めている[2]。

## 出演作品
テレビドラマ
- はぐれ刑事純情派VII 第7話（EX, 1994年5月18日）[3]
- 世にも奇妙な物語　秋の特別編『思い出を売る男』（CX, 1994年10月10日）[3]
- 状況曲線（ANB, 1994年11月26日）- 大石謙吉の息子 役[3]
- 世にも奇妙な物語　冬の特別編『最後の喫煙者』（CX, 1995年1月4日）[3]
- 殺人迷路（NTV, 1995年1月31日）[3]
- 秀吉（NHK, 1996年1月7日 - 12月22日） - 奇妙丸（織田信忠の幼少期）役[3]
- ビーファイターカブト 第2話（ANB, 1996年3月10日）- 中島 たかし 役
- イグアナの娘 第7話（ANB, 1996年5月27日）[3]
- ハロー張りネズミ（TBS, 1996年6月10日）[3]
- 激走戦隊カーレンジャー 第39話（ANB, 1996年11月22日）- 土門 直樹（少年時代） 役
- 電磁戦隊メガレンジャー 第14話（ANB, 1997年5月18日） - 子供 役
- 小京都ミステリー 第21作『周防岩国殺人事件』（NTV, 1997年10月21日）- 小谷 駿 役[3]
- デジドラ・ワンシーン（第９週）交通量調査篇 第2話（TX, 1998年8月3日）[3]
- 奇跡の人 第5話（YTV, 1998年11月9日）[3]
- らせん 第10-12話（CX, 1999年9月2日 - 16日）[3]
- 小学校教師・沢木千太郎の事件ノート 第1作（TBS, 2000年7月31日）[3]